# Massimo Morsello
Massimo Morsello (* 10. November 1958 in Rom; † 10. März 2001 in London) war ein italienischer Sänger und Komponist sowie ein Politiker der extremen Rechten.
Zusammen mit Roberto Fiore gründete er die Forza Nuova. Nach dem Anschlag von Bologna 1980 wurde er der Mitgliedschaft in der Nuclei Armati Rivoluzionari angeklagt und in Abwesenheit verurteilt, weil er über Deutschland nach England geflüchtet war.

## Diskografie
1. Per me… e la mia gente (1978), zuerst als Demotape veröffentlicht
2. I nostri canti assassini (1981), zuerst als Demotape veröffentlicht
3. Intolleranza (1990), zuerst als Demotape veröffentlicht
4. Punto di non ritorno (1996)
5. Massimino, eine Zusammenstellung seiner ersten beiden Demotapes (1997)
6. La direzione del vento (1998)